# Радиационная авария в бухте Чажма
Радиационная авария в бухте Чажма — авария ядерной энергетической установки на атомной подводной лодке Советского Тихоокеанского флота, повлёкшая за собой радиоактивное заражение окружающей среды, гибель одиннадцати и облучение около 300 человек.

## Авария

Аварийная К-431 в бухте Павловского

10 августа 1985 года на АПЛ К-431 проекта 675, находившейся у пирса № 2 судоремонтного завода номер 30 ВМФ в бухте Чажма залива Стрелок Японского моря (посёлок Шкотово-22), производилась перезарядка активных зон реакторов. Сроки работ в силу разных причин затягивались, и исполнители находились под большим давлением со стороны командования. Реактор правого борта был перезаряжен нормально.
После перезарядки реактора левого борта обнаружилась его негерметичность. Как выяснилось, сборку реактора проводили небрежно и под уплотнение верхней крышки попал мусор (есть источники, что это был огарок сварочного электрода). Крышку пришлось снимать для расчистки комингса. Работы проводились с нарушениями требований ядерной безопасности и технологии: не объявлялась команда «Атом», использовались простые стропы вместо полагающихся штатных жёстких упоров, а главное — не закрепили стопор удержания компенсирующей решётки. В результате при подъёме перекосившаяся крышка реактора потянула за собой компенсирующую решётку и поглотители. Была внесена огромная положительная реактивность и мощность реактора начала экспоненциально возрастать c характерным для реакторов на тепловых нейтронах временем нейтронного цикла 10−3 секунд и расчётные оценки показали, что пиковая мощность достигала 1,5 ГВт. Примерно через 1—4 миллисекунды выделилось тепло, достаточное для превращения всего теплоносителя в пар, который под огромным давлением был выброшен из реактора (так называемый «тепловой взрыв»), после чего реактор самостоятельно заглох, поскольку потеря замедлителя в активной зоне приводит к отрицательной реактивности, в результате мощность реактора снижается по степенному закону со временем. Мгновенно погибли 11 (по другим сообщениям — 10) офицеров и матросов, осуществлявших операцию. Тела погибших были уничтожены взрывом. Позже, при поисках в гавани, были найдены небольшие фрагменты останков.
В центре взрыва уровень радиации, определённый впоследствии по уцелевшему золотому кольцу одного из погибших офицеров, составлял 90 000 рентген в час. На подводной лодке начался пожар, который сопровождался мощными выбросами радиоактивной пыли и пара. Очевидцы, которые тушили пожар, рассказывали о больших языках пламени и клубах бурого дыма, который вырывался из технологического отверстия в корпусе лодки. Крышка реактора массой в несколько тонн была отброшена на сотню метров, по другим данным — крышка ударилась о стоявшую рядом плавтехбазу «ПМ-133», занимающуюся перезарядкой реакторов, и упала обратно на К-431, пробив корпус 6-го отсека.
Расчёты, выполненные по результатам мониторинга радиоактивного загрязнения окружающей среды, показали, что на береговом радиоактивном следе могло оказаться 3-3,5 % от общей загрузки ядерного топлива (7-8 кг) суммарной альфа-активностью около 2·108 Бк (для сравнения: при аварии на Чернобыльской АЭС выброс составил ~3,5 %, или ~6500 кг 235U и 238U). Бо́льшая часть топлива (60-70 %) в виде расплава в смеси с металлоконструкциями АЗ осталась в корпусе реактора и в реакторном отсеке.
Тушением занимались неподготовленные сотрудники — работники судоремонтного предприятия и экипажи соседних лодок. При этом у них не было ни спецодежды, ни спецтехники. Тушение пожара заняло около двух с половиной часов. Специалисты аварийной флотской команды прибыли на место ЧП через три часа после взрыва. В результате несогласованных действий сторон ликвидаторы пробыли на заражённой территории до двух часов ночи в ожидании нового комплекта одежды на смену заражённой.
На месте аварии был установлен режим информационной блокады, завод был оцеплен, пропускной режим завода усилен. Вечером того же дня была отключена связь посёлка с внешним миром. При этом никакая предупредительная и разъяснительная работа с населением не проводилась.
Известно, что всего в результате аварии пострадали 290 человек. Из них 10 погибли в момент аварии, у 10 зафиксирована острая лучевая болезнь, у 39 — лучевая реакция. Так как предприятие является режимным, в основном пострадали военнослужащие, которые одними из первых приступили к ликвидации последствий катастрофы.

## Последствия аварии
В данной аварии было три источника образования радиоактивных веществ, загрязняющих окружающую среду:
- «свежее» ядерное топливо, только что загруженное в реактор – источник альфа-излучения;
- бета-гамма-радионуклиды, образовавшиеся в ходе короткого всплеска самоподдерживающейся цепной реакции;
- бета-гамма-активные продукты активации, накопившиеся до аварии в конструкциях реактора в результате его многолетней эксплуатации (основной источник кобальта-60).

Ось радиоактивных осадков пересекла полуостров Дунай в северо-западном направлении и вышла к морю на побережье Уссурийского залива. Протяжённость шлейфа на полуострове составила 5,5 км (далее выпадение аэрозольных частиц происходило на поверхность акватории до 30 км от места выброса).
В результате аварии сформировался очаг радиоактивного загрязнения дна акватории бухты Чажма. Область интенсивного радиоактивного загрязнения была сосредоточена в районе аварии и в пределах мощности экспозиционной дозы (МЭД) > 240 мкР/ч занимает площадь около 100 000 м². В центральной части очага МЭД составляет 20—40 мР/ч (максимум 117 мР/ч по состоянию на 1992 год). Под действием течений радиоактивное загрязнение постепенно перемещалось по направлению к выходу из бухты Чажма. 
Радиоактивность донных отложений обусловлена в основном кобальтом-60 (вклад в загрязнение 90—99 %, период полураспада кобальта-60 примерно равен 5,27 года).
Корпус лодки К-431 дал течь, и она была отбуксирована с помощью понтонов на долговременное хранение в бухту Павловского. Вместе с ней была признана непригодной для дальнейшей эксплуатации вследствие радиационного загрязнения стоявшая рядом К-42 «Ростовский комсомолец» проекта 627А, которая была отбуксирована на ту же стоянку.

## Память
На месте аварии 10 погибшим офицерам и матросам поставлен памятник. По некоторым данным,[кто?] произведено захоронение останков погибших[где?].